# Зирчица
Зирчица је насељено место у општини Мартинска Вес, у сисачкој горњој Посавини, Хрватска, до нове територијалне организације у саставу бивше велике општине Сисак. До 1948. године насеље се звало Жирчица.

## Становништво
| Националност       | 1991.        |
| Хрвати             | 144 (94,11%) |
| Срби               | 2 (1,30%)    |
| Југословени        | 2 (1,30%)    |
| остали и непознато | 5 (3,26%)    |
| Укупно             | 153          |